# Elite Hotel Marina Tower
Elite Hotel Marina Tower är ett 4-stjärnigt hotell som ingår i den svenska hotellkedjan Elite Hotels. Hotellet ligger i den kulturhistoriskt värdefulla byggnaden Saltsjökvarn vid Saltsjöqvarns kaj 25 i Nacka kommun.

## Beskrivning
Elite Hotel Marina Tower inryms i före detta ångkvarnen Saltsjöqvarn som anlades 1888–1890 av Holmberg & Möllers Qvarnaktiebolag vid Stockholms inlopp på nordvästra Sicklaön alldeles intill Danvikens hospital. Kvarnverksamheten pågick under olika ägare och olika former fram till slutet av 1980-talet. Den kulturhistoriskt värdefulla byggnaden förvärvades, tillsammans med hela kvarnområdet, 1996 av NCC. Ombyggnaden för hotellet avslutades 2011. För ritningarna svarade arkitektkontoret EttElva.  Hotellet inhyser bland annat 186 hotellrum, restaurang, konferensrum, festvåning och en spainrättning kallad Sturebadet Marina Tower Spa.

## Bilder

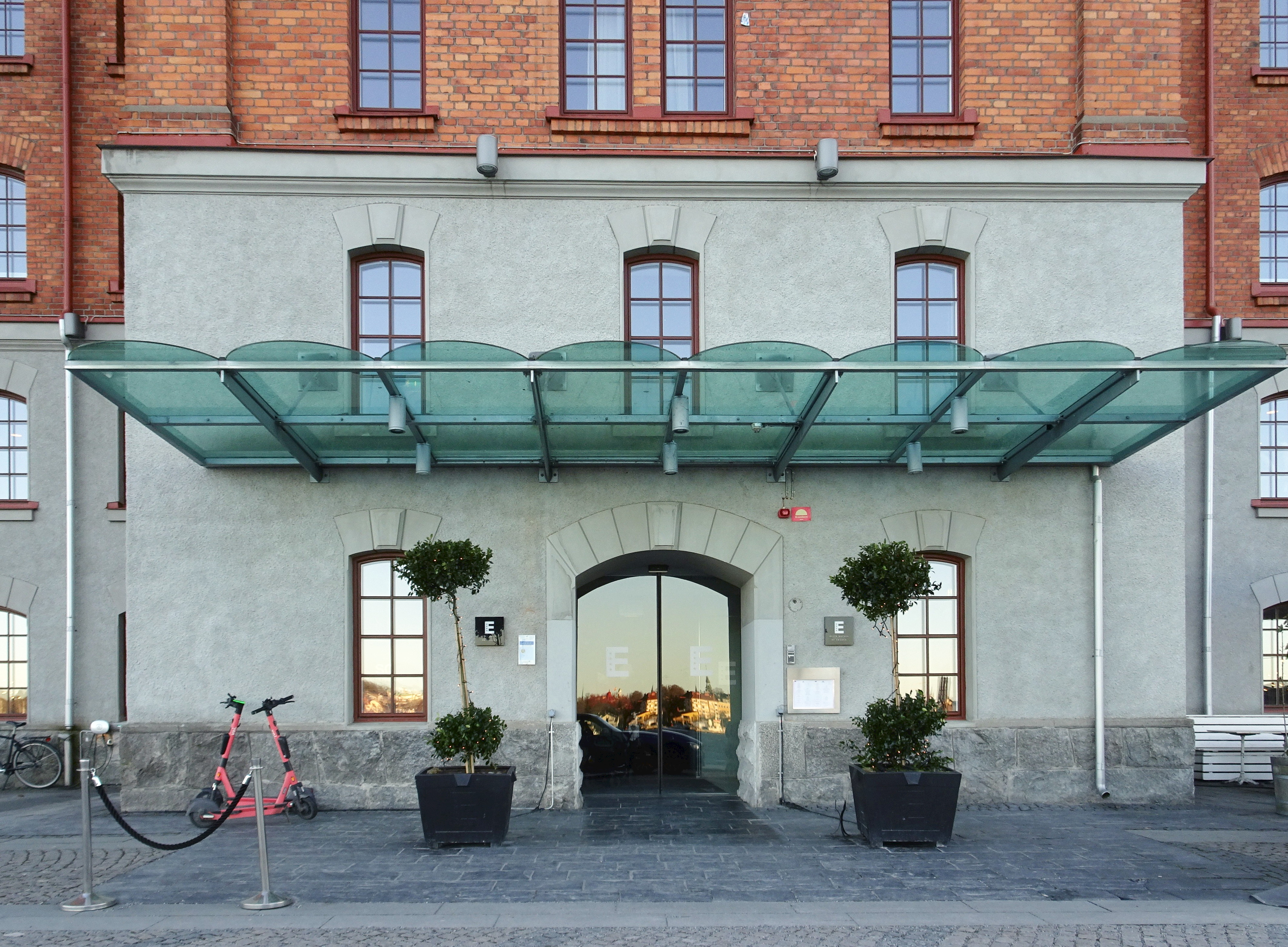
Entré.
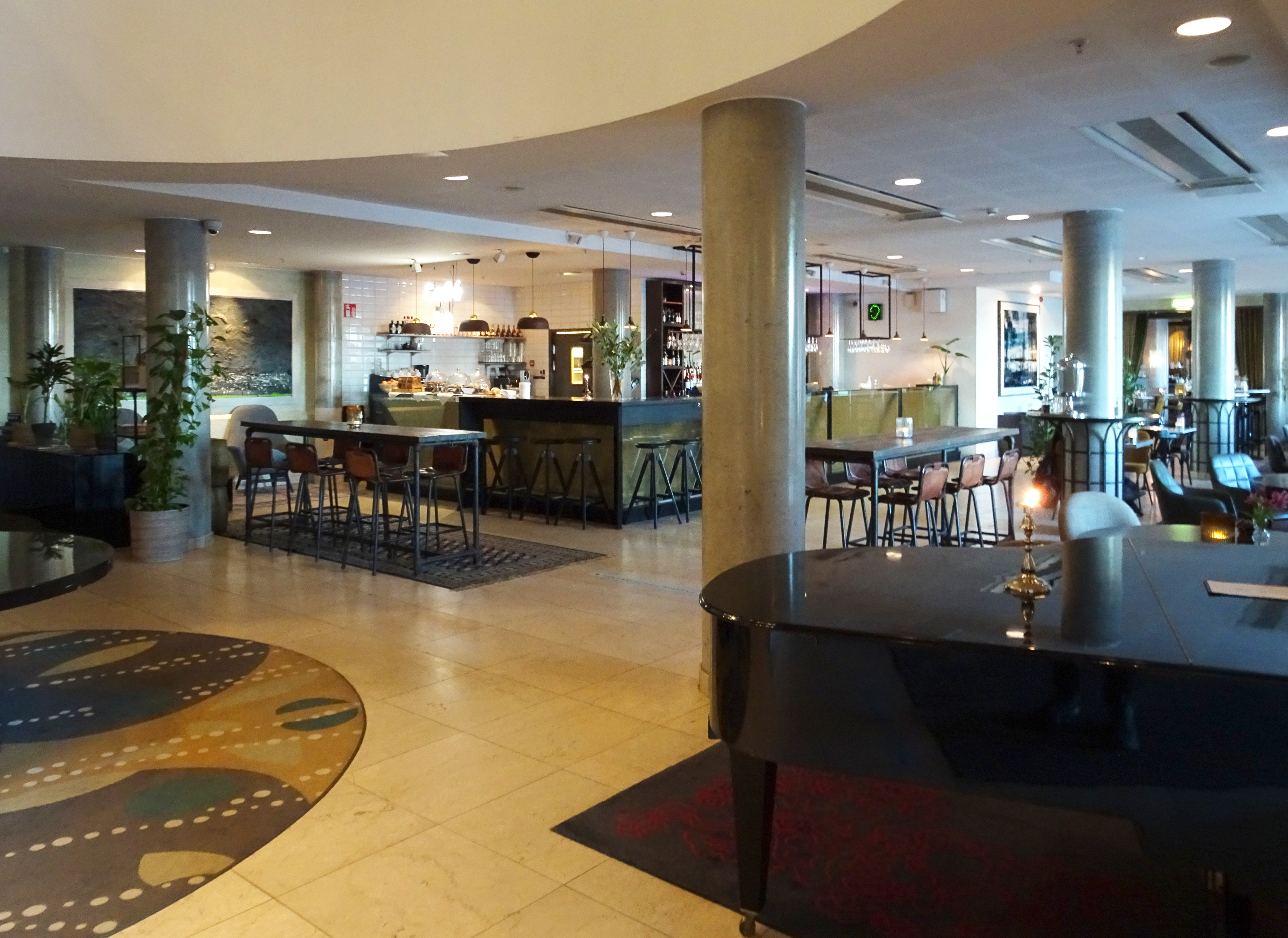
Reception och lobby.
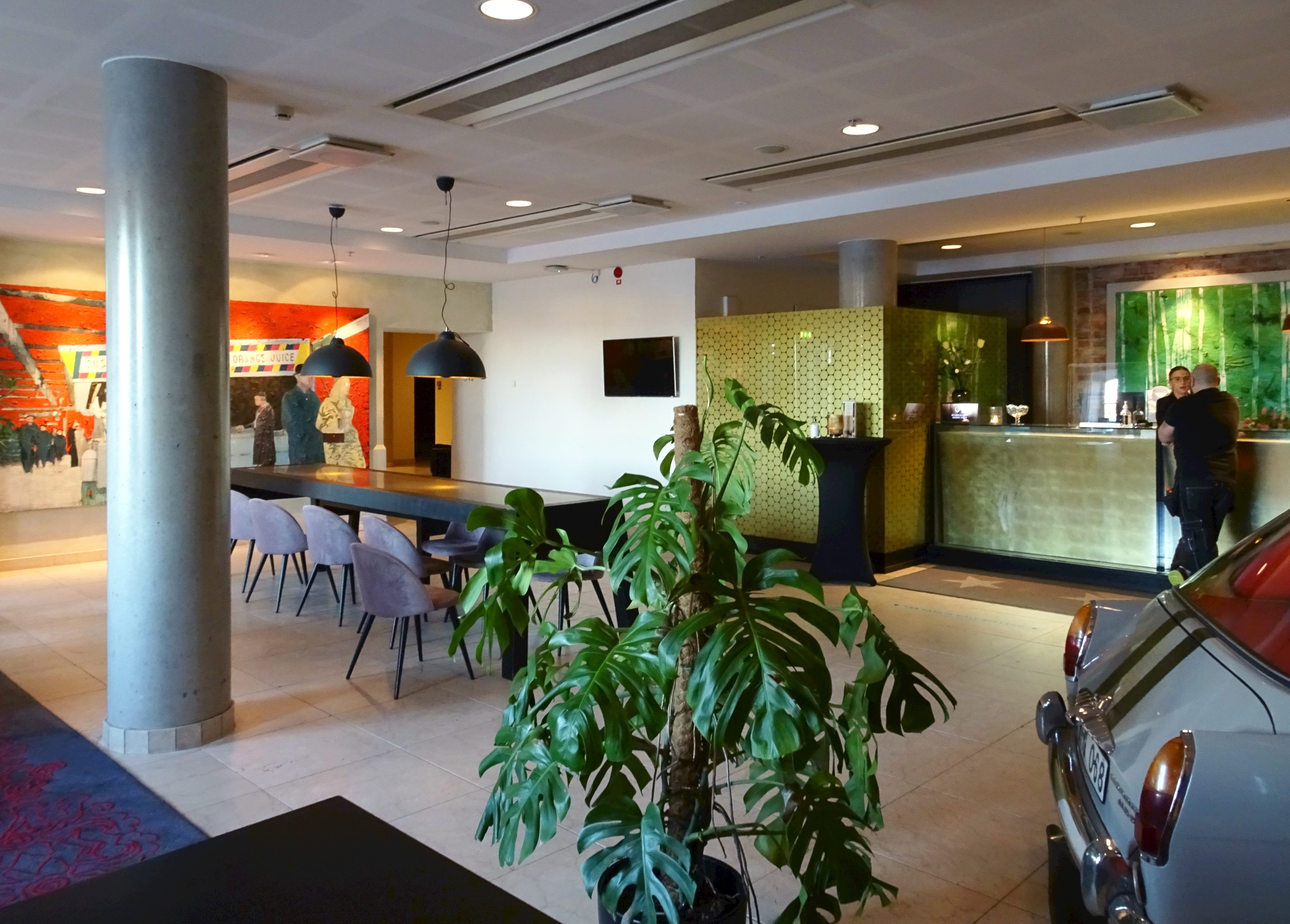
Reception och lobby.
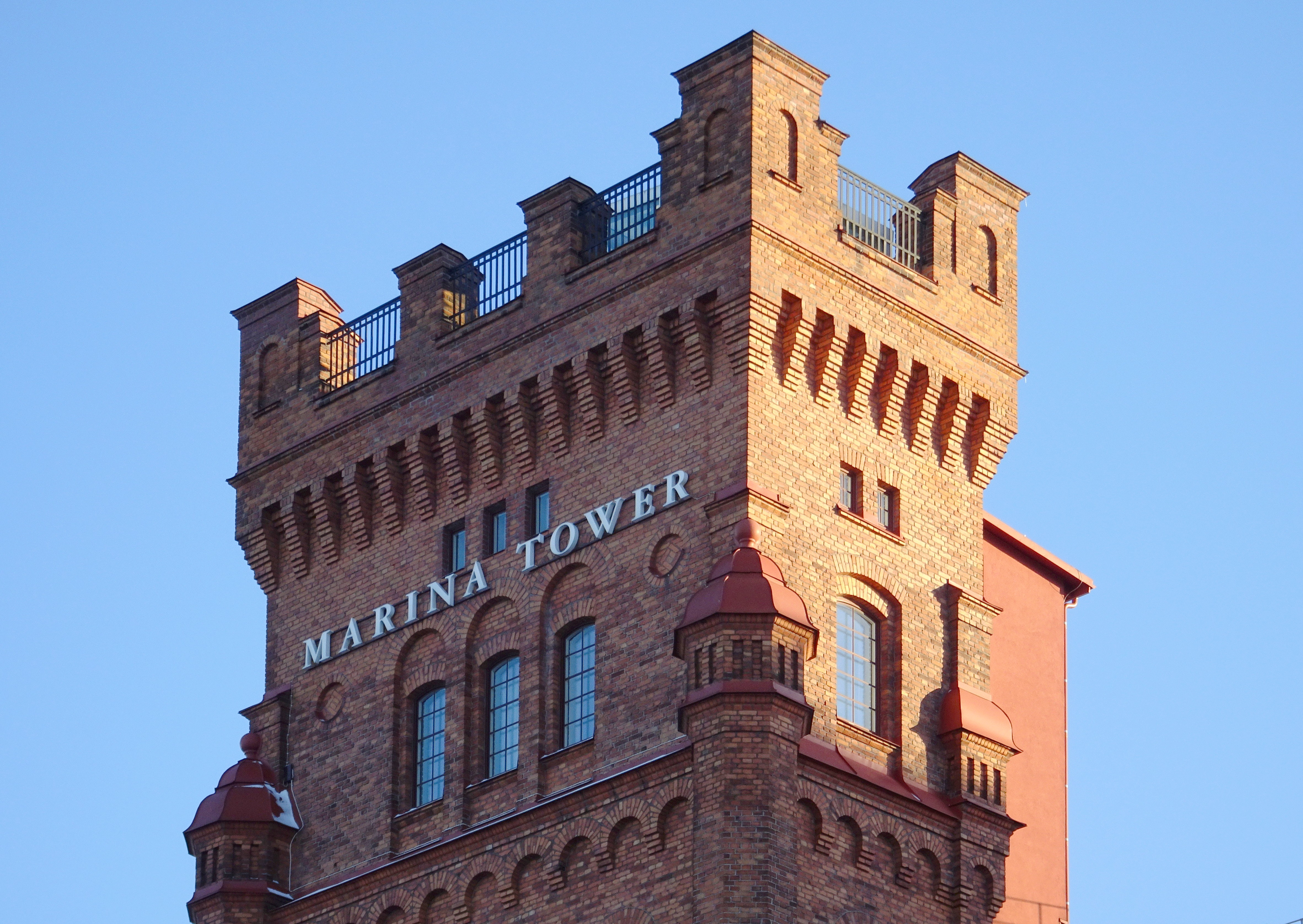
Tornsviten.